# Karlsson auf dem Dach

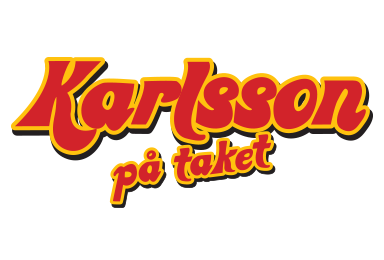

Karlsson auf dem Dach ist ein schwedischer Kinderfilm aus dem Jahr 1974.
Der Film basiert auf dem Buch Karlsson vom Dach von Astrid Lindgren, auch bekannt als Autorin von Pippi Langstrumpf und Michel aus Lönneberga.

## Handlung
Der achtjährige Svante Svantesson, von allen nur „Lillebror“ (übersetzt wortwörtlich "kleiner Bruder") genannt, lebt mit seinen Eltern und seinen beiden älteren Geschwistern in einer schwedischen Großstadt. Er wünscht sich schon lange einen eigenen Hund, doch stattdessen taucht eines Tages Karlsson vor seinem Fenster auf, ein dicklicher Junge mit Propeller auf dem Rücken, der ihn fliegen lässt und angeblich in einem Haus auf dem Dach wohnt. Es beginnt eine Art Freundschaft zwischen den beiden, jedoch wird diese immer wieder durch Karlssons Streiche getrübt. Der kleine Lillebror muss immer dafür gerade stehen, denn, wenn seine Eltern sein Zimmer betreten, ist Karlsson plötzlich verschwunden. Erst zum Filmende entdeckt die Familie Karlsson, woraufhin sie sich schwören, nie jemandem davon zu berichten, um einen Presseandrang zu vermeiden.

## Hauptfiguren
Svante (Lillebror)
Lillebror ist acht Jahre alt. Sein größter Wunsch ist ein Hund, denn er liebt Hunde sehr. In seinem Zimmer hängen viele Bilder von ihnen. Zwar hat er einige Schulfreunde, doch hat er meistens keine Lust mit ihnen zu spielen, auch wenn ihm zu Haus langweilig ist. Als er Karlsson kennenlernt, wird er sein bester Freund, auch wenn dieser ihn oft mit Streichen oder gemeinen Sprüchen ärgert. Er versucht oft, seiner Familie seinen neuen Freund vorzustellen, doch dazu kommt es lange nicht, weil Karlsson immer wieder im entscheidenden Moment verschwindet. Seine Eltern denken deshalb lange, er würde sich Karlsson nur ausdenken.
Karlsson
Karlsson ist ein „Mann in den besten Jahren“, der in einem Haus über den Dächern der Stadt lebt und einen Propeller auf dem Rücken besitzt, den er durch einen Schaltknopf am Bauch zum Rotieren bringen und so fliegen kann.
Die Figur des Karlsson weist einige Parallelen zu Pippi Langstrumpf auf. Genau wie sie lebt er allein, ohne Eltern und hat übermenschliche Fähigkeiten, wie das Fliegen. Allerdings gibt es auch große Unterschiede, denn Pippi ist im Allgemeinen sehr freundlich und hilfsbereit, Karlsson dagegen ist sehr von sich eingenommen, wenig hilfsbereit und wenn ihm jemand einen Gefallen tut, findet er sofort einen Grund, dennoch zu meckern.
In ganz seltenen Situationen bemerkt man, dass Karlsson nicht so kalt und herzlos ist, wie er scheint. Einem selbstgemalten Bild gibt er den Titel „Portrait eines sehr einsamen, kleinen, roten Hahnes“. Dies könnte darauf hinweisen, dass auch Karlsson einsame Momente hat, in denen er sich eine Familie, wie Lillebror sie hat, wünscht. Außerdem tut er so, als sei er krank, damit Lillebror sich „wie eine Mutter“ um ihn kümmern kann.
Gefühle kann Karlsson nur schwer zulassen und wenn, dann tut er sehr überrascht davon: „Ja, ich mag dich. Obwohl du nur ein dummer kleiner Junge bist. Das ist doch schon sehr merkwürdig, ich möchte wissen woran das liegt.“ (Als er von Lillebror gefragt wird, ob er ihn mag.)
Zwar sieht Karlsson äußerlich wie ein Junge aus, doch scheint er bereits erwachsen zu sein. Dafür sprechen sein lichtes Haar und Eigenaussagen wie: „Ich bin ein Mann in den besten Jahren…“
Alles, was Karlsson selbst tut, scheint ihm selbst außerordentlich gut zu gefallen. Sehr oft verwendet er den Satzbeginn: „Ich bin der Welt bester….“. Er hält sich außerdem für außerordentlich klug und gutaussehend. Lillebror dagegen äfft er gern nach, wenn dieser mit ihm schimpft, weil er wieder einen Streich ausgeheckt hat.
Wenn Lillebrors Eltern kommen, verschwindet Karlsson schnell. Später hat er dafür die Ausrede, er hätte sein „Haus inspizieren“ müssen.

## Synchronisation
| Rolle     | Synchronsprecher (Original) | Synchronsprecher (Deutsche Version) |
| --------- | --------------------------- | ----------------------------------- |
| Betty     | Britt Marie Näsholm         | Ute Rohrbeck                        |
| Birger    | Staffan Hallerstam          | Nicolai von Bentheim                |
| Karlsson  | Mats Wikström               | Stefan Krause                       |
| Karlsson  | Jan Nygren (stimme)         | Stefan Krause                       |
| Lillebror | Lars Söderdahl              | Oliver Rohrbeck                     |
| Mama      | Catrin Westerlund           | Bettina Schön                       |
| Papa      | Stig Ossian Ericson         | Jochen Schröder                     |

## Kritiken
„Astrid-Lindgren-Verfilmung, die, obwohl formal anspruchsvoll und in der Logik nicht durchgängig stimmig, schon für jüngere Kinder sehenswerte Unterhaltung bietet.“

## Einzelnachweis
1. ↑  Karlsson auf dem Dach. In: Lexikon des internationalen Films. Filmdienst, abgerufen am 2. März 2017.